# Matka Boží Smolenská

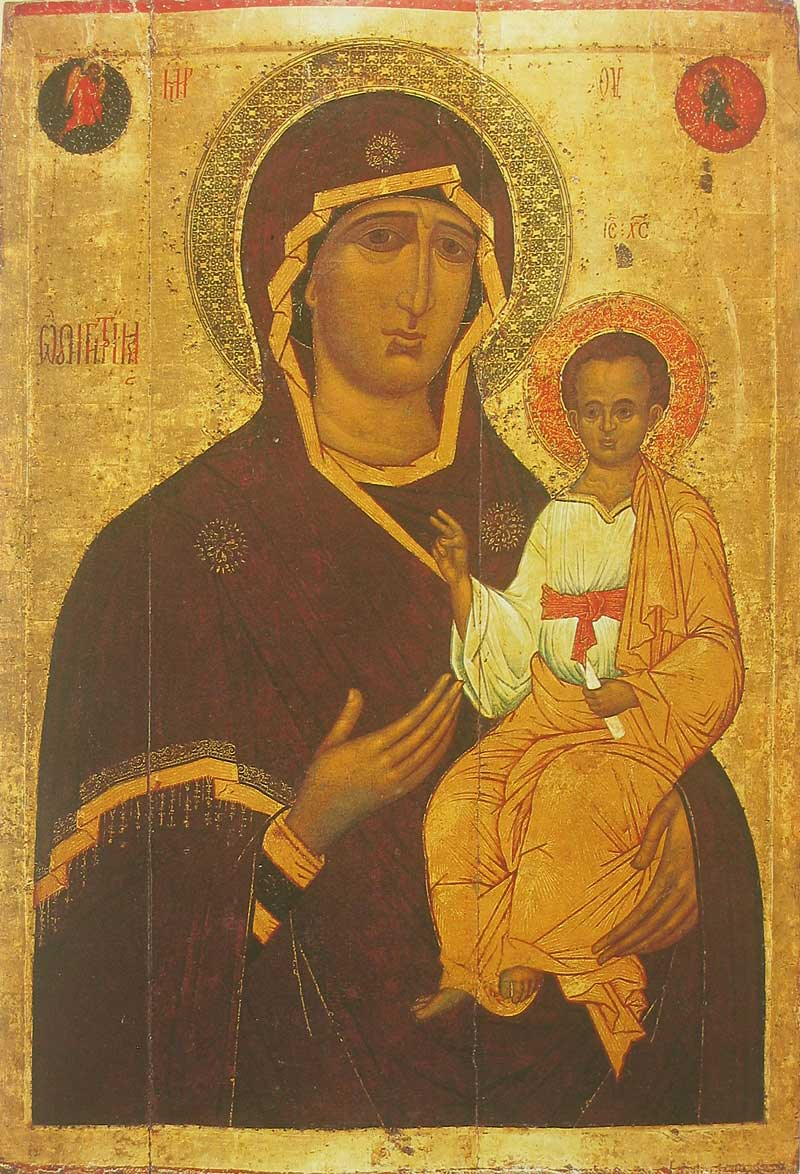
Ikona Matky Boží Smolenské – Spaso-preobraženský monastýr, Jaroslavl

Matka Boží Smolenská – je ikona Bohorodice ikonografického typu Hodēgḗtria (Ta, která ukazuje cestu), která byla podle křesťanské tradice napsána apoštolem svatým Lukášem ještě za života Panny Marie. Památka ikony byla ustanovena na 28. července. jul.kal.

## Historie
Svatý hierarcha Demetrius z Rostova předpokládá, že tato ikona byla napsána na žádost prefekta Antiochie Teofila. Z Antiochie byl svatý obraz přenesen do Jeruzaléma. Odtud jej císařovna Eudokia, manželka císaře Arcadia, předala v Konstantinopoli Pulcherii, sestře císaře, která svatou ikonu umístila do Blachernského chrámu.
V roce 1046 dal byzantský císař Konstantin IX. Monomachos (1042–1054) svou dceru Annu za ženu knížeti Vsevolodu Jaroslaviči, synovi Jaroslava Moudrého, a požehnal ji na cestu touto ikonou. Po smrti knížete Vsevoloda připadla ikona jeho synovi Vladimíru Monomachovi, který ji na počátku 12. století přenesl do smolenského chrámu Zesnutí Přesvaté Bohorodice. Od té doby je ikona známá jako Smolenská.

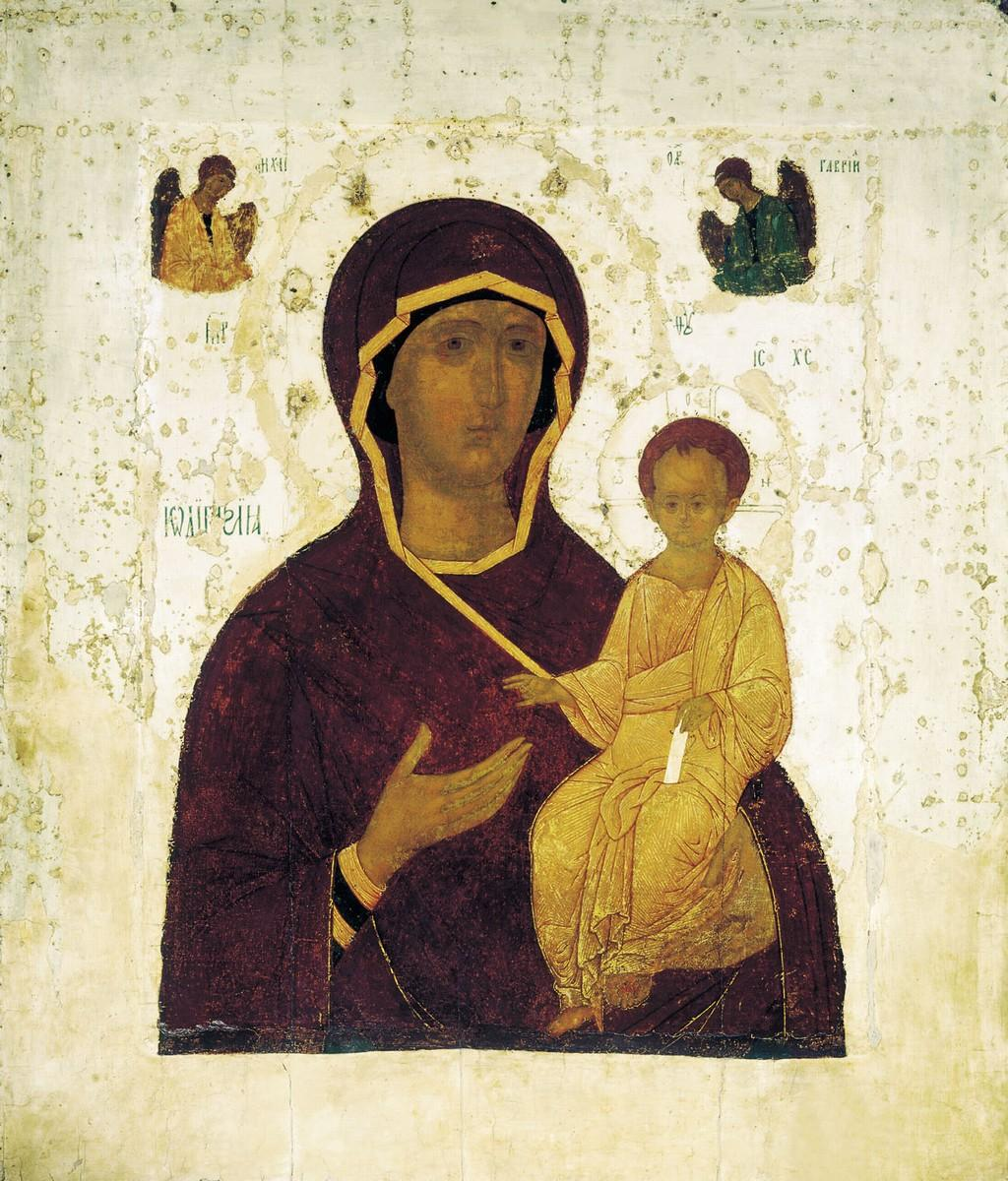
Odigitria Smolenská – Dionysij (ikonopisec), roku 1482; Treťjakovská galerie v Moskvě; originál největší středověké svatyně města Smolenska beze stopy zmizel roku 1941

V roce 1238, při vzývání ikony, se obětavý pravoslavný bojovník Mercurius vydal v noci do tábora chána Bátú a zabil mnoho nepřátel, mezi nimiž byl i jejich nejmocnější bojovník. Poté, co přijal mučednickou smrt v boji, byl církví zařazen mezi svaté (24. listopadu jul.kal).
Ve čtrnáctém století se Smolensk dostal do držení litevských knížat. Dcera knížete Vitolda, Sofie, byla provdána za moskevského velkoknížete Vasilije Dimitrijeviče (1398–1425) a přivezla s sebou do Moskvy ikonu Matky Boží Smolenské. Svatý obraz umístili v chrámu Zvěstování v Kremlu na pravé straně carských vrat.
Na žádost obyvatel Smolenska byla ikona v roce 1456 v čele s biskupem Misaelem slavnostně v procesí vrácena do Smolenska a v Moskvě zůstaly dvě kopie. Jedna byla umístěna v chrámu Zvěstování a druhá byla umístěna v Novoděvičím klášteře, založeném na památku návratu Smolenska k Rusku. Klášter byl postaven na Děvičím poli, kde "s mnoha slzami" Moskvané předali svatou ikonu Smolensku. V roce 1602 napsali z divotvorné ikony přesnou kopii (v roce 1666 spolu se starobylou ikonou přivezli do Moskvy k restaurování i novou kopii), kterou umístili ve věži Smolenského kremlu nad Dněprovskou branou pod speciálně zhotoveným krytem. Poté zde byl v roce 1727 postaven dřevěný chrám a v roce 1802 kamenný chrám.
Nová kopie převzala sílu starého obrazu, a když ruská vojska 5. srpna 1812 opouštěla Smolensk, vzala si ikonu s sebou na obranu před nepřátelskými silami. V předvečer bitvy u Borodina nesli tuto ikonu táborem, aby vojáky povzbudila a inspirovala k velkým činům. Starobylý obraz smolenské Odigitrie, který v den bitvy u Borodina vzali do chrámu Zesnutí Panny Marie, prošel v procesí s Iverskou a Vladimírskou ikonou Matky Boží Kitajskou čtvrtí a kremelskými hradbami, a pak jej poslali nemocným a raněným do Lefortovského paláce. Po opuštění Moskvy byla ikona převezena do Jaroslavle. Po vítězství nad nepřátelskými vojsky byla Smolenská ikona spolu s její oslavenou kopií vrácena do Smolenska.

## Význam
Ikony Matky Boží: Smolenská ochraňuje Rusko na západě spolu s Počájevskou ikonou tak, jako Tičvinská ikona chrání sever, Iverská ikona jih, Kazaňská ikona západ a střed země Vladimirská ikona.

## Galerie

Matka Boží Smolenská z Tuly, Muzeum staré ruské kultury a umění Andreje Rubleva, Moskva, Androněvské náměstí
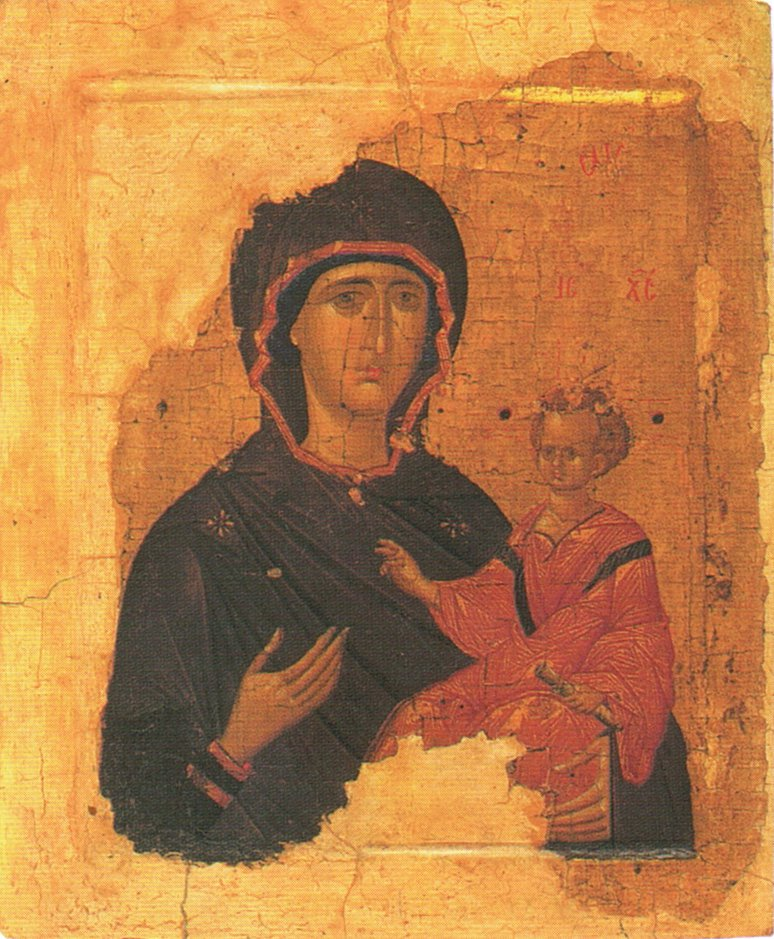
Ikona Matky Boží Odigitria. První čtvrtina 15. století. Byzance.
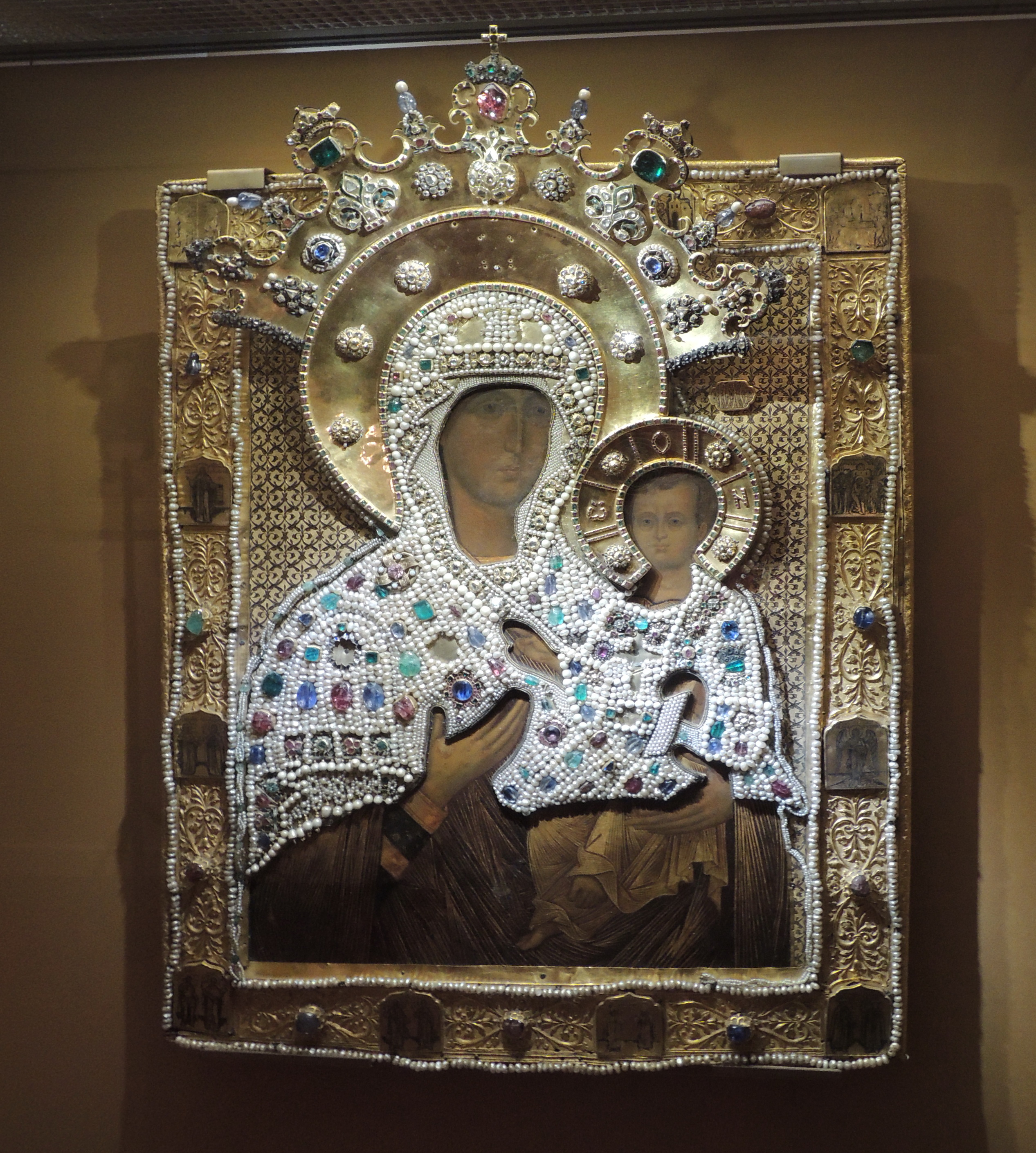
Smolenská ikona Matky Boží. Moskva,1456
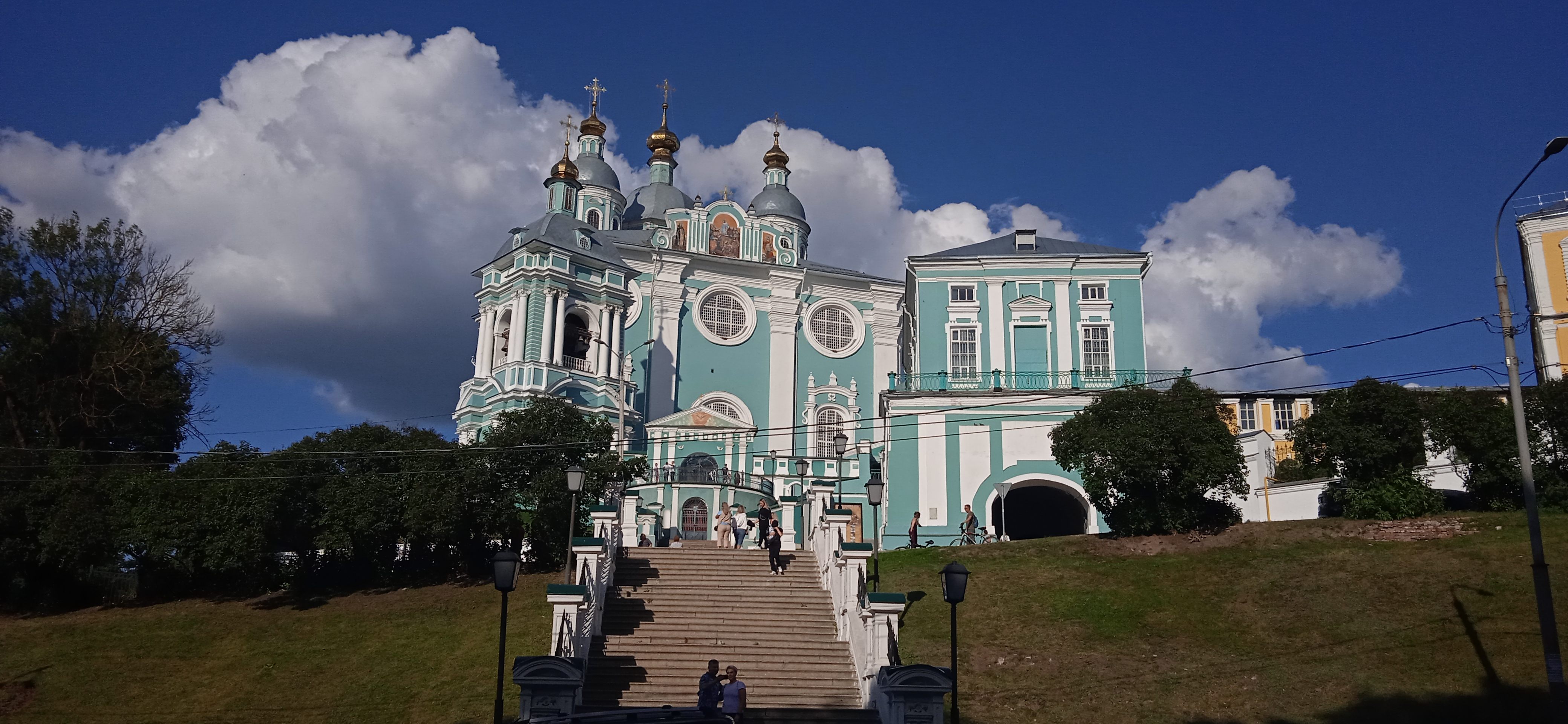
Chrám Zesnutí Přesvaté Bohorodice, Smolensk
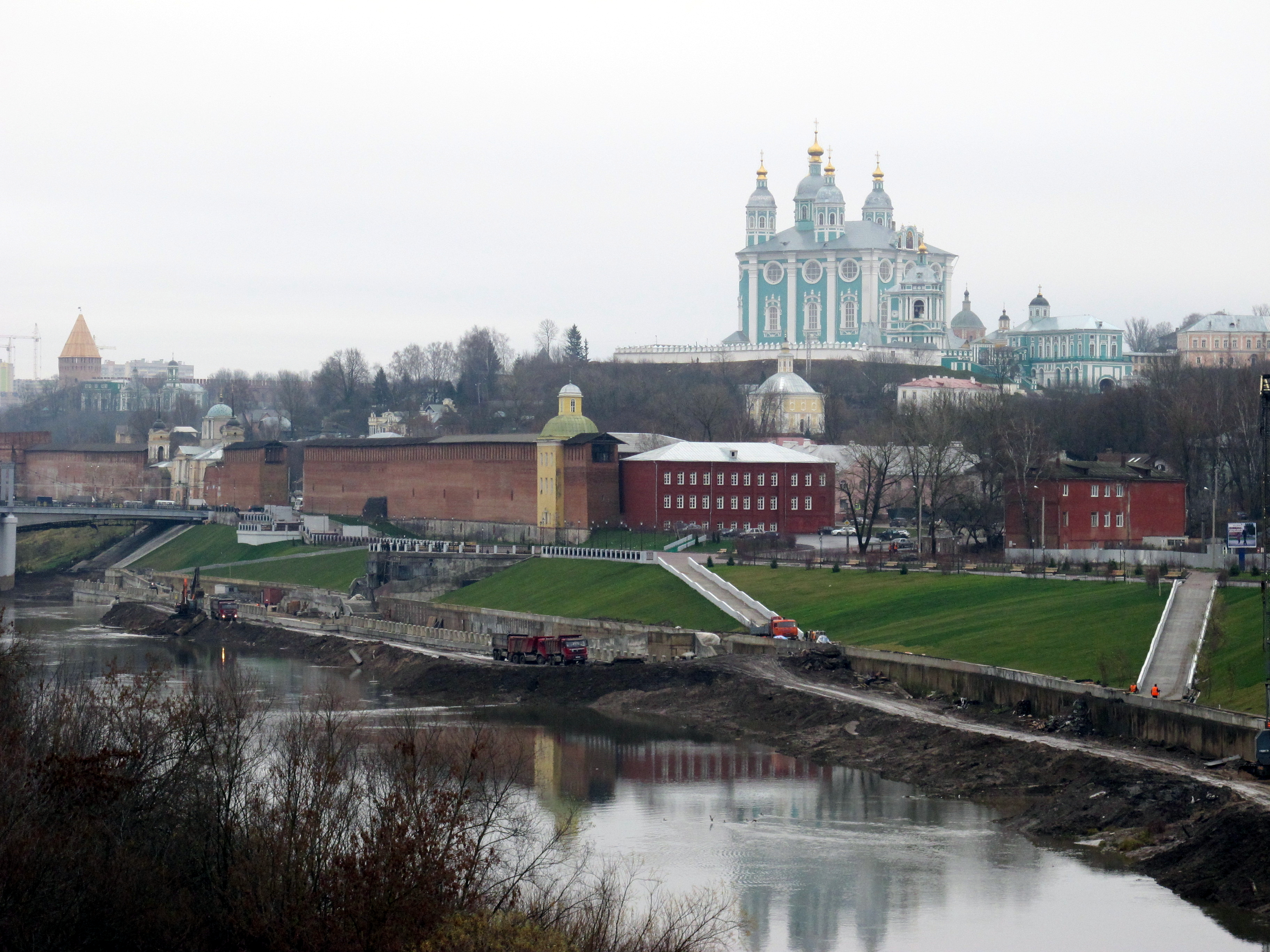
Smolensk s chrámem Zesnutí Přesvaté Bohorodice